# Joseph Butler
Pour les articles homonymes, voir Butler.
Joseph Butler (18 mai 1692 à Wantage, Berkshire - 16 juin 1752), est un philosophe et théologien britannique. Il s’inscrit dans une approche religieuse de l’univers, par le biais de la religion "naturelle" et du déisme.

## Biographie
Joseph Butler se fait connaître dès l’âge de 21 ans par deux objections adressées à Clarke, qui se trouvent à la suite du Traité de l'existence de Dieu. Après avoir possédé différents bénéfices, il devient secrétaire du cabinet de la reine Caroline, puis évêque de Bristol (1737), et enfin de Durham en 1750.
Il publie en 1736 The Analogy of Religion, Natural and Revealed, to the Constitution and Course of Nature (l'Analogie de la religion naturelle et révélée avec le cours de la nature). On a aussi de lui des sermons estimés.

### Œuvres de Butler
- The Works of J. Butler, édi. J. H. Bernard, Londres, MacMillan, 1900, 2 vol.
- Sermons, Londres, 1726.
- L'analogie de la religion (1736), trad., Brunot-Labbé, 1821.

### Études sur Butler
- Brown, Colin, Miracles and the Critical Mind, Paternoster, Exeter UK/William B. Eerdmans, Grand Rapids, 1984.
- Craig, William Lane, The Historical Argument for the Resurrection of Jesus During the Deist Controversy, Texts and Studies in Religion, Volume 23. Edwin Mellen Press, Lewiston, New York & Queenston, Ontario, 1985.
- Dulles, Avery, A History of Apologetics, Wipf & Stock, Eugene, Oregon, 1999.
- Ramm, Bernard, "Joseph Butler" in Varieties of Christian Apologetics: An Introduction to the Christian Philosophy of Religion, Baker Book House, Grand Rapids, 1962, pp. 107-124.
- Rurak, James, "Butler's Analogy: A Still Interesting Synthesis of Reason and Revelation", Anglican Theological Review, 62 (Octobre 1980) pp. 365-381.